# Domeykoa perennis
Domeykoa perennis là một loài thực vật có hoa trong họ Hoa tán. Loài này được I.M.Johnst. mô tả khoa học đầu tiên năm 1929.